# Munții Amiralității
Munții Amiralității sau Admiralty Mountains sunt un lanț muntos, situați pe continentul Antarctida. Ei se întind pe direcția nord-est în Victoria Land. Masivul este limitat de Marea Ross, Oceanul Antarctic și ghețarii Dennistoun și Tucker. Munții au fost descoperiți în anul 1841 de căpitanul James Clark Ross, el a numit masivul cu numele amiralității, sub a cărui comandă se afla.

## Munți
Vârfuri mai importante
| Munte/Vârf         | metri | feet   |
| ------------------ | ----- | ------ |
| Mount Minto        | 4,165 | 13,665 |
| Mount Adam         | 4,010 | 13,156 |
| Mount Ajax         | 3,770 | 12,369 |
| Mount Royalist     | 3,640 | 11,942 |
| Mount Black Prince | 3,405 | 11,171 |
| Mount Parker       | 1,260 | 4,134  |